# کوتاشتین محموتسکی
کوتاشتین محموتسکی (اوکراینی: Костянтин Михайлович Махновський؛ زادهٔ ۱ ژانویهٔ ۱۹۸۹) بازیکن فوتبال اهل اوکراین است.
از باشگاه‌هایی که در آن بازی کرده‌است می‌توان به باشگاه فوتبال روان باکو، باشگاه فوتبال لگیا ورشو، باشگاه فوتبال اوبولون-برووار کیف، و باشگاه فوتبال دینامو کی‌یف اشاره کرد.
وی همچنین در تیم‌های ملی فوتبال Ukraine national under-16 football team و Ukraine national under-17 football team بازی کرده‌است.